# Folkomröstningen om kvinnlig rösträtt i Colorado 1893

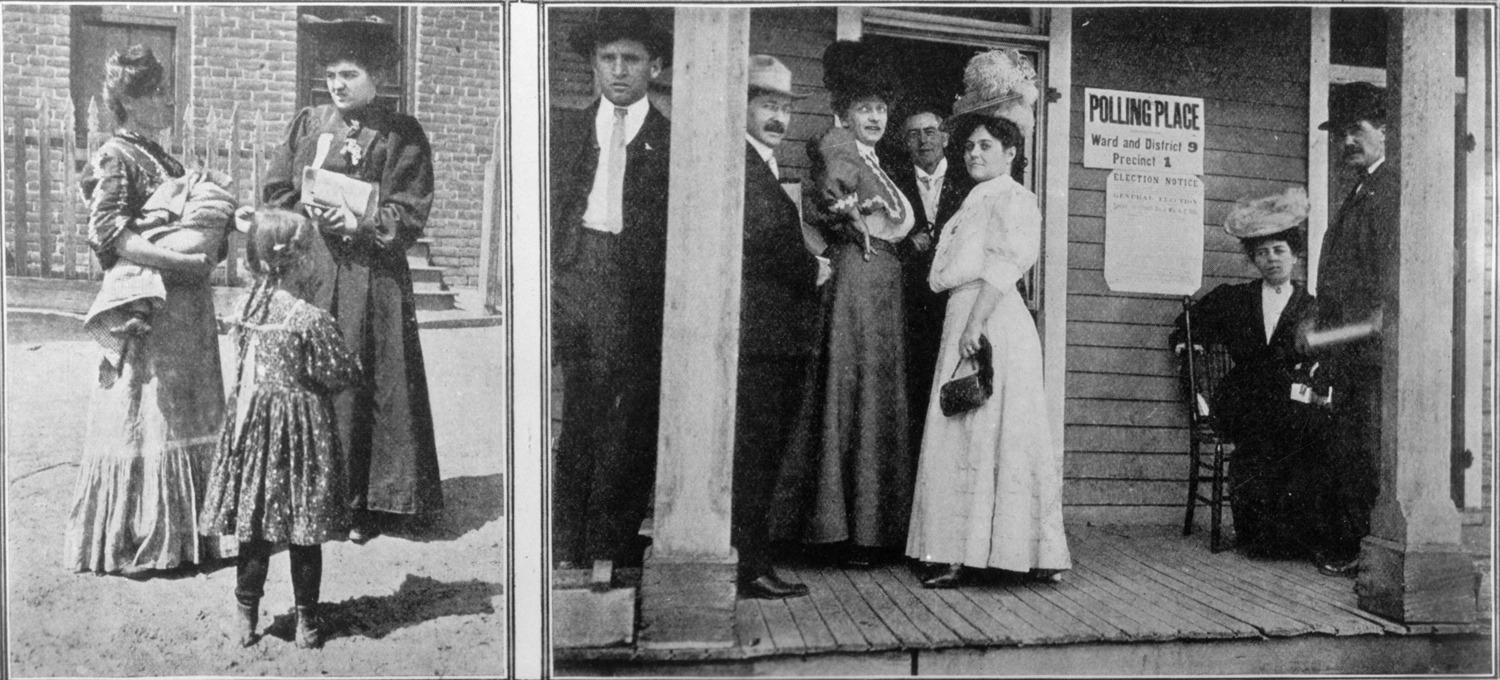
Män och kvinnor utanför en av vallokalerna.

Folkomröstningen om kvinnlig rösträtt i Colorado 1893 (engelska: 1893 Colorado women's suffrage referendum) var en folkomröstning som hölls i delstaten Colorado i USA 7 november 1893.  Frågan gällde huruvida kvinnlig rösträtt skulle införas i delstaten eller inte. 
Folkomröstningen slutade i en seger för ja-sidan, och Colorado blev därmed den första delstaten i USA som införde rösträtt för kvinnor genom omröstning (Wyoming och Utah hade tidigare infört denna reform utan omröstning). 55% av röstberättigade väljare deltog i omröstningen och ja-sidan segrade med 35,798 röster mot 29,551. I valet påföljande år blev Clara Cressingham, Carrie Clyde Holly och Frances Klock delstatens representanter till  parlamentet.

## Historik
De lokala myndigheterna i Wyoming och Utah hade infört kvinnlig rösträtt 1869 respektive 1870. Vid samma tidpunkt började en rörelse för kvinnlig rösträtt i Colorado, och Territorial Women's Suffrage Society (senare Women’s Suffrage Association of Colorado) bildades i Denver 1876. Rörelsen fick genom Non-Partisan Equal Suffrage Association of Colorado stöd av guvernör John Routt, och kvinnor fick samma år rösträtt och valbarhet till skolmyndigheten. En första omröstning om kvinnlig rösträtt hölls 1877 och slutade i en seger för Nej-sidan. År 1893 förenade sig en rad kvinnoföreningar i en kampanj under Equal Suffrage Association för att stödja ett förslag om en folkomröstning om kvinnlig rösträtt som lagts fram i delstatsparlamentet. Omröstningen organiserades av advokaten J. Warner Mills och J.T. Heath. 
Delstaten Idaho följde Colorados exempel senare samma år, men därefter dröjde det fram till Kalifornien 1911 innan ännu en delstat införde kvinnlig rösträtt. 